# Ramon Torralba i Larraz
Ramon Torralba i Larraz (Ardisa, Aragó, 13 d'agost de 1895 - León, Mèxic, 6 de juny de 1986) fou un futbolista català d'origen aragonès dels anys 1910 i 1920.

## Trajectòria
Tot i néixer a l'Aragó, amb només sis mesos es traslladà a Catalunya, on es feu com a futbolista en les categories inferiors del Reial Club Deportiu Espanyol, passant després a jugar al FC Internacional i després al FC Barcelona en 1914, on formà una gran línia medul·lar al costat de Sancho i Samitier. Jugaba como migcampista i era conegut popularment com la vella per la seva dilatada trajectòria al primer equip del Barça, on fou més de 15 anys titular de l'equip. Durant força anys mantingué el rècord de partits jugats al club fins que fou superat per Joan Segarra a la dècada dels seixanta. Va jugar un total de 475 partits i marcà 16 gols entre 1914 i 1928.
Fou el primer jugador de la història del Barça a rebre un homenatge, el 4 de febrer del 1917, al camp del carrer Indústria. Es retirà l'1 de juliol de 1928, al camp de les Corts després d'un segon partit d'homenatge. Un cop retirat marxà a viure a Mèxic retornant a Catalunya als anys 60.

## Palmarès
- 5 Campionats d'Espanya: 
  - 1919-20, 1921-22, 1924-25, 1925-26, 1927-28
- 10 Campionats de Catalunya:
  - 1915-16, 1918-19, 1919-20, 1920-21, 1921-22, 1923-24, 1924-25, 1925-26, 1926-27, 1927-28
- 1 Copa de Campions:
  - 1927-28